# Serge Berten
Serge Berten (Menen, 13 juli 1952–1982?) was een Vlaamse scheutist. Op een missie in Guatemala werd hij op 19 januari 1982 samen met twee jongeren door gewapende mannen in burger ontvoerd op de Calzada Roosevelt in Guatemala-Stad. Zijn lichaam is nooit teruggevonden en zijn verdwijning blijft een raadsel, ondanks de zoekexpedities door privé-detectives en parlementaire bezoeken aan het land.

## Biografie
Berten was de landbouwerszoon van Roger en Agnes Berten uit Menen. Hij stond bekend als sociaal en diep gelovig. Na een middelbare studie Latijn-wetenschappen, studeerde hij één jaar filosofie en vervolgens drie jaar maatschappelijk werk aan Ipsoc in Kortrijk. Drie jaar na elkaar behaalde hij een onderscheiding. Zijn thesis "De werkgroep universitair engagement" paste volkomen in de stemming van de tijd. In de dissertatie beschreef en evalueerde hij een politiek geëngageerde werkgroep van Gentse studenten. De commentaren op het werkstuk boden perspectieven. Op 10 september 1974 nam hij zijn diploma in ontvangst.
In 1975 ging hij naar Santa Lucía Cotzumalguapa in Guatemala om er zijn seminariestage in Scheut te voltooien. In september 1981 verbond hij zich definitief met deze Congregatie van het Onbevlekt Hart van Maria.

## Guatemala
Zijn ouders hoopten dat hij in België priester zou worden, maar hij trok naar Guatemala. Eerst dachten zijn ouders dat hij catechese zou geven maar al gauw wisten ze dat hij bij het verzet zat tegen de militaire repressie. Hij vermagerde tijdens zijn verblijven in Midden-Amerika. Berten werkte vooral aan de zuidkust van Guatemala. Hij stimuleerde het christelijke geloof in de gemeenschappen. Zijn opdracht was: vorming van plaatselijke leiders die met hun basisgemeenschappen zoeken naar een socio-economische vooruitgang, coördinatie van bestaande gemeenschappen en vorming van nieuwe basisgemeenschappen. Hij hield zich bezig met de bewustmaking van de mensonwaardige toestanden op de plantages en omtrent de uitbuitingsmechanismen die de grootgrondbezitters kunstmatig in stand hielden om de in armoede levende boeren- en indianenbevolking te onderdrukken.

## De roep van de rivier
De roep van de rivier beschrijft hoe Berten wordt opgepakt.
19 januari 1982, tien uur 's ochtends: twee mannen lopen door de zijstraten van de Calzada San Juan, een van de drukste boulevards in Guatemala-Stad. Het zijn Enrique Corral, een Spaanse ex-Jezuïet, en Serge Berten. Serge viel in een menigte duidelijk herkenbaar op als blanke, bovendien was hij heel groot van gestalte en stapte op een vrij opvallende manier. Enkele meters verderop volgen twee metgezellen hen op de voet. De vier hadden net al wandelend vergaderd en haasten zich nu, na het verzamelen van alle documenten en afscheid van elkaar te hebben genomen, naar de bushaltes om verspreid terug naar hun geheime verblijfplaatsen te keren. Plotseling rijden twee wagens met geblindeerde ruiten de straat in. Alvorens de straat over te steken, roept Enrique nog een dringende waarschuwing richting Serge: "Verspreiden nu!" Serge echter loopt naar zijn twee metgezellen met zijn agenda in de hand, duidelijk om nog wat afspraken te regelen. Dan gaat alles vrij snel. De eerste rode auto rijdt langzaam voorbij, gevolgd door een tweede. Bruusk stoppen de twee wagens, rijden volle vaart achteruit en houden halt bij Serge en zijn twee achtergebleven gezellen. Tussen enkele eetkraampjes door ziet Enrique wat er gebeurt. Tien gewapende mannen springen uit de twee wagens. Enrique ziet nog hoe zijn makkers met handen in de lucht brutaal de twee auto's in worden geduwd. Dan maakt hij zich snel uit de voeten. Sindsdien werd er geen nieuws meer vernomen van de drie ontvoerden.— Janssens, B. De roep van de rivier, 1997
Op 19 februari 1986 kwam er in het Europees Parlement een mondelinge vraag betreffende Berten.

## Erkenning
In 2022 werd Serge Berten postuum gehuldigd tot ereburger van Menen. 